# ریئل تالک
ریئل تالک (انگلیسی: Reel Talk) یک مجموعه نقد فیلم آخر هفته است که توسط منتقدان فیلم جفری لیون و آلیسون بیلز میزبانی می‌شود. این برنامه توسط WNBC، یکی از شعبه‌های وابسته ان‌بی‌سی در شهر نیویورک تولید و در ابتدا به‌طور انحصاری اجرا می‌شد.